# Nimrod Aloni

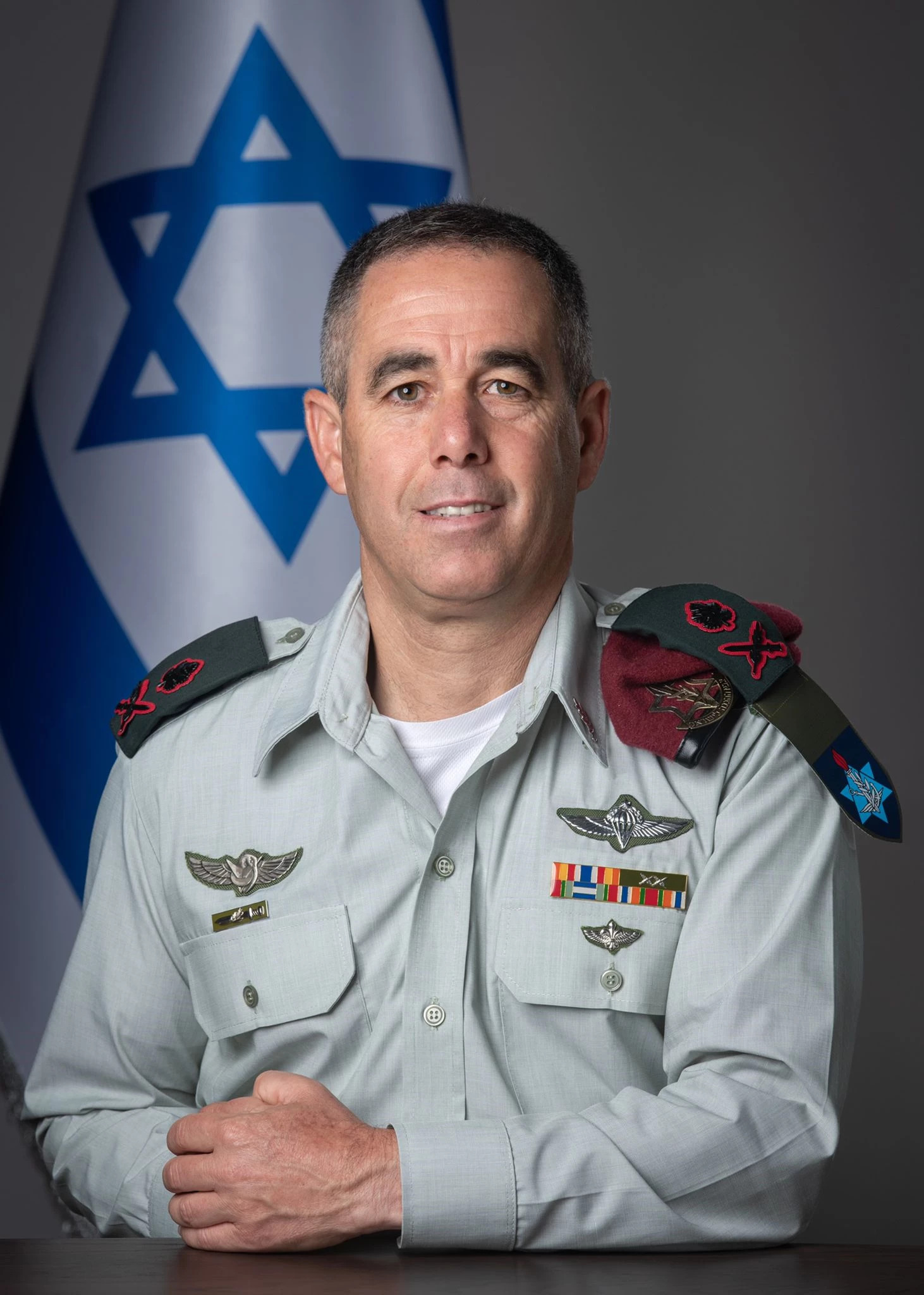
Retrato de Nimrod Aloni, 2023

Nimrod Aloni (hebraico: נמרוד אלוני; Jerusalém, 12 de julho de 1973) é um general das Forças de Defesa de Israel. Ocupou vários cargos importantes nas FDI, incluindo comandante do Corpo de Profundidade, comandante da 143ª Divisão 'Gaza' e liderou operações na área de Ramallah.
Alega-se que foi feito prisioneiro pelo Hamas em 7 de outubro na Batalha de Re'im. Foi divulgada uma fotografia que parece mostrá-lo detido por palestinos, embora a afirmação ainda não tenha sido confirmada pelas FDI.